# Броварки (Кременчуцький район)
Брова́рки — село в Україні, у Градизькій селищній громаді Кременчуцького району Полтавської області. Населення на 1 січня 2024 року становить 1079 осіб. Колишній центр Броварківської сільської ради. День села — 21 вересня.

## Географія
Село Броварки розташоване на північно-східному узбережжі Кременчуцького водосховища, вище за течією на відстані 1 км розташовано село Бугаївка, нижче за течією на відстані 2,5 км розташовано село Мозоліївка. Поруч проходить автошлях Н08 та 150 км від обласного центру м. Полтава.
Площа населеного пункту — 781,84 га.

## Назва
Назва села походить від земляних валів, буртів, що звалися броварками і влаштовувались для штучного добування селітри.

## Історія
Засноване в середині XVII століття і входило до Чигирин-Дібрівської сотні Лубенського полку. З 2-ї половини XIX століття — волосний центр, пізніше в складі Мозоліївської волості Кременчуцького повіту.
З 1923 року Броварки ввійшли до складу Градизького району Кременчуцької округи, пізніше в складі Харківської області, а з 1963 року — в складі Глобинського району Полтавської області.
У Національній книзі пам'яті жертв Голодомору 1932—1933 років в Україні вказано, що 21 житель села загинув від голоду. Встановлено імена лише 16 осіб:
1. Кривонос Микола Ананійович.*
2. Кривонос Вілена Ананієвна.*
3. Кривонос Ананій Нестерович.*
4. Малько Анатолій Андрійович.
5. Малько Ганна Григорівна.
6. Малько Григорій Григорович.
7. Малько Григорій Степанович.
8. Малько Марина.
9. Малько Олександра Григорівна.
10. Малько Параска Григорівна.
11. Мітла Іван Васильович.
12. Покотило Василь Іванович.
13. Покотило Олексій Іванович.
14. Січовий Павло Якович.
15. Тимченко Володир Антонович.
16. Тимченко Іван Іванович.
17. Тимченко Іван Степанович.
18. Тимченко Олексій Антонович.
19. Тимченко Пріська Антонівна.

- — відомо з інших джерел

## Населення
Станом на 1 січня 2011 року населення села становить 1449 чоловік з кількістю дворів — 736.
- 2001 — 1666
- 2011 — 1449

### Мова
Розподіл населення за рідною мовою за даними перепису 2001 року:
| Мова            | Кількість | Відсоток |
| --------------- | --------- | -------- |
| українська      | 1589      | 95.38%   |
| російська       | 49        | 2.94%    |
| вірменська      | 13        | 0.78%    |
| інші/не вказали | 15        | 0.90%    |
| Усього          | 1666      | 100%     |

## Вулиці
вулиця Богдана Хмельницького
вулиця В'ячеслава Чорновола
вулиця Григорія Сковороди
вулиця Героїв АТО
вулиця Героїв - чорнобильців
вулиця Злагоди
вулиця Олександра Довженка
вулиця Олени Теліги
вулиця Різдвяна 
вулиця Чумацька
вулиця Шевченка
вулиця Шкільна
вулиця Щаслива 

## Економіка
В селі розташована центральна садиба ПСП «Броварки». Також є інші підприємства: птахо-товарна ферма, Броварський рибгосп, ПП «Агро-Броварки».
Господарство має автопарк, тракторну бригаду.

## Інфраструктура
В селі розташовані
- приміщення сільської ради
- працює аптека
- Броварківська сімейна амбулаторія загальної практики сімейної медицини
- Броварківська загальноосвітня школа І-ІІІ ступеня (ім. П. Т. Тарана)
- Броварківський будинок культури
- Дитячий садок «Веселка»
- сільська бібліотека
- церква
- магазини продовольчих та господарських товарів

Село газифіковане.

## Пам'ятники
В центрі села встановлено меморіальний комплекс: братська могила двох радянських воїнів, пам'ятник воїнам — односельцям, які полягли на фронтах Другої Світової війни, Броварківська ЗОШ І-ІІІ ступенів носить ім'я Героя Радянського Союзу Петра Тарана.